# 365. Infanterie-Division (Wehrmacht)
Die 365. Infanterie-Division war eine deutsche Infanteriedivision im Zweiten Weltkrieg.

## Divisionsgeschichte
Die Division wurde am 10. März 1940 im Rahmen der 9. Aufstellungswelle als Landesschützen-Division im Raum Tarnow im damaligen Generalgouvernement Polen aus dem Stab der Oberfeldkommandantur Tarnow, welche am 14. Oktober 1939 aus den Feldkommandanturen 570 und 647 gebildet worden war, aufgestellt. Herangezogen wurden auch Reservisten der Altersgruppe 35 bis 45 Jahren. Friedensstandort war Eßlingen im Wehrkreis V.
Bis Juni 1940 blieb die Division bei Oberost und kam dann im Juli 1940, nach dem französischen Waffenstillstand Ende Juni 1940, zum Befehlshaber der Ersatztruppen (bei der 18. Armee) und ab August zum Befehlshaber der Ersatztruppen im Wehrkreis V zur Auflösung unterstellt und kam in die Heimat.
Am 15. Juni 1940 wurde aus dem drei Regimentern das III./648 gebildet und Anfang des nächsten Monats wurden noch drei Wach-Bataillone 647, 648 und 649 aufgestellt, welche in Polen verblieben. Ab dem 24. Juli 1940 befand sich ein Artillerie-Regiment mit I. und III. Abteilung in der Aufstellung. 
Am 1. August 1940 wurde die Einheit bereits wieder aufgelöst. Der Divisionsstab wurde in die Oberfeldkommandantur 365 (Lemberg) überführt und die Regimenter zur Auflösung in die Heimat nach Ulm geschickt. Das I. bis III. Bataillon des Infanterie-Regiments 647, das I. bis III. Bataillon des Infanterie-Regiments 648 und das II. Bataillon des Infanterie-Regiment 649 wurden zu sieben Heimatwach-Bataillone überführt, welche Kriegsgefangene bewachen sollten. Die drei Wach-Bataillone wurde in Landesschützen-Bataillone 414, 415 und 416 umbenannt.
Kommandeur war Generalmajor Konrad Haase, welche nach der Auflösung der Division die Leitung der aus der Division hervorgegangenen Oberfeldkommandantur 365 übernahm.

## Gliederung
- Infanterie-Regiment 647 I.–III. aus dem Stab des Landesschützen-Regiments I./VIII und den Landesschützen-Bataillonen XV./XIII, XXIII./VI und XXIV./VI
- Infanterie-Regiment 648 I.–III. aus der Feldkommandantur 558 und den Landesschützen-Bataillonen XXVI./IV und XI./IV
- Infanterie-Regiment 649 I.–III. aus dem Stab des Landesschützen-Regiments II./V und den Landesschützen-Bataillonen XIV./V, XVI./V und XV./V
- Kanonen-Batterie 365
- Radfahr-Schwadron 365
- Nachrichten-Kompanie 365
- Divisions-Einheiten 365